# Chaffois
Chaffois är en kommun i departementet Doubs i regionen Bourgogne-Franche-Comté i östra Frankrike. Kommunen ligger i kantonen Pontarlier som tillhör arrondissementet Pontarlier. År 2022 hade Chaffois 1 032 invånare.

## Befolkningsutveckling
Antalet invånare i kommunen Chaffois
Referens:INSEE